# Hôpital Esquirol
Pour les articles homonymes, voir Esquirol (homonymie).
L'hôpital Esquirol, officiellement appelé établissement public de santé Esquirol (EPS Esquirol), est un ancien asile psychiatrique français, autrefois connu sous le nom d’asile de Charenton. Il est situé sur la commune de Saint-Maurice, dans le Val-de-Marne.
L'établissement n'existe plus en tant que tel depuis le 1er janvier 2011 : il a fusionné avec un établissement mitoyen, l'hôpital national de Saint-Maurice, pour former les hôpitaux de Saint-Maurice.

## Historique

### La Maison royale de Charenton
Le 13 septembre 1641, grâce à la donation de Sébastien Leblanc, conseiller et contrôleur des guerres de Louis XIII, faite aux Frères de la Charité de Charenton-Saint-Maurice (actuel Saint-Maurice), les religieux fondent un hôpital de sept lits destiné à recevoir des malades pauvres. Dès 1660, divers documents attestent de la vocation de cet établissement à accueillir des malades mentaux.
L'édification de la Maison royale de Charenton en 1732 permet également de recevoir quelques pensionnaires envoyés par lettre de cachet (demandée par le roi ou, plus souvent, par la famille). 
Les patients proviennent en général de milieux aisés, le prix de la pension étant assez élevé.
Après la suppression des ordres religieux, la maison est fermée. Rouverte en 1797, elle est placée sous la tutelle du ministère de l’Intérieur.

En 1804, François Simonnet de Coulmiers, homme d'Église et homme politique, devient directeur de la Maison nationale de Charenton, hospice destiné à accueillir les aliénés. Cet établissement est totalement dépourvu de règles et Coulmiers en est donc le chef tout puissant. Jean-Étienne Esquirol écrit : 

« Le Ministre de l’Intérieur en rétablissant la Maison de Charenton fit une faute grave en se contentant de nommer les principaux chefs de l’Établissement […] sans donner de règlement ni de mode de comptabilité, sans déterminer les attributions des divers fonctionnaires enfin sans établir une surveillance régulière. Il en résulte de là que Monsieur de Coulmiers fut administrateur absolu. »

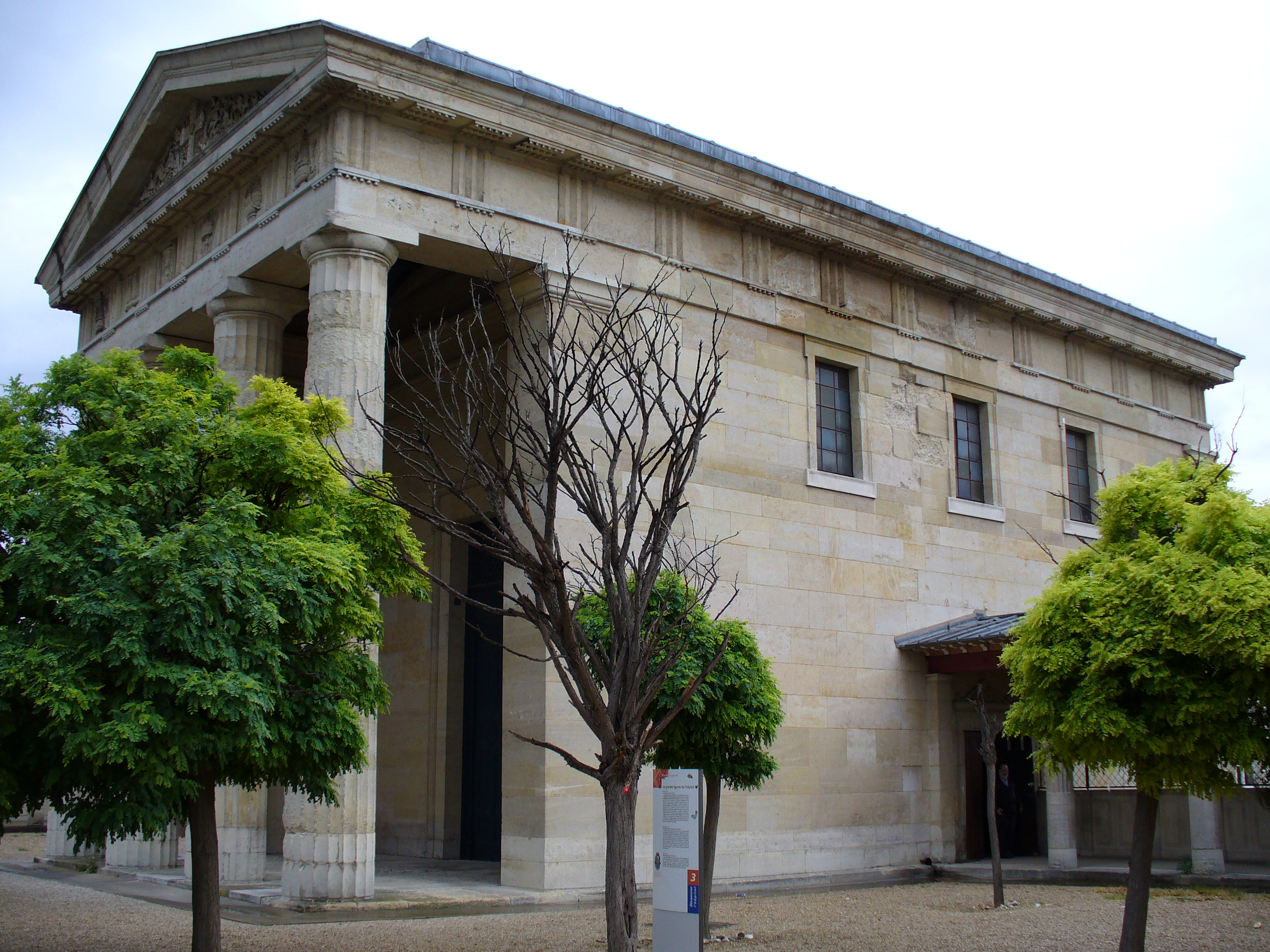
Chapelle de l'hôpital Esquirol.

S'il n'a aucune formation en médecine, Coulmiers décide de tout, y compris du traitement des aliénés à sa charge, et impose la méthode forte pour « apaiser » les patients de l'hospice : bains d'eau glacée, camisoles de force, cages, etc. Paradoxalement, Coulmiers est aussi un précurseur de l'art-thérapie qui souhaite offrir aux malades des distractions thérapeutiques telles la musique, la danse ou le théâtre.
L’hôpital est reconstruit, au milieu du XIXe siècle, par l’architecte Émile Jacques Gilbert dans un style néoclassique, selon les conceptions de Jean-Étienne Esquirol, qui dirige alors l'établissement.
À partir de 1920, l’hôpital accueille une maison maternelle.
Il prend, en 1973, le nom d’hôpital Esquirol.
Le 9 avril 1998, il est classé au titre des monuments historiques.

### Regroupement et création des hôpitaux de Saint-Maurice
L’hôpital Esquirol et l’hôpital national de Saint-Maurice, mitoyens, sont regroupés le 1er janvier 2011 pour former les hôpitaux de Saint-Maurice. Ils ont un statut d’établissement public de santé (EPS).
Ils sont spécialisés :
- en soins de suite et réadaptation (SSR) de l’enfant et de l’adulte ;
- en psychiatrie (40 structures extra-hospitalières dans les secteurs parisiens et val-de-marnais et une douzaine d’unités d’hospitalisation complète).

Ils disposent également :
- d’un centre de traitement de l’insuffisance rénale chronique ;
- d’une maternité de type 2A.

## Quelques internés célèbres
- Jean Charles Guillaume Le Prévost de Beaumont.
- Latude, prisonnier, « conduit de Vincennes en cette maison pour cause de dérangement » de la tête en vertu d’un ordre du roi, le 23 septembre 1775.
- Sanois, enfermé en 1785 pendant neuf mois, mis au secret, et qui laissa un témoignage sur son passage dans la maison.
- Roch-Antoine de Pellissery du 24 juillet 1788 au 3 septembre 1789.
- Le Marquis de Sade, qui y est enfermé à deux reprises, en 1789 puis de 1803 jusqu'à sa mort en 1814.
- François Devienne, flûtiste et compositeur, est enfermé en 1803 et meurt quelques mois plus tard.
- Le comte de Witte, délivré après la prise de la Bastille et conduit ensuite à Charenton pour folie le 15 juillet 1789 par ordre du Comité permanent de l’hôtel de ville[6].
- Pierre Trénitz, danseur et maître à danser sous la Révolution et l'Empire y est mort en 1825.
- Le père du caricaturiste Honoré Daumier, était un poète et dramaturge sans grand succès. Il a été envoyé à l'asile d'aliénés de Charenton en 1851 et il y est décédé[7].
- Charles Meryon, peintre et graveur, finit sa vie en 1868 à cet asile d'aliénés, souffrant de dépression et de délire de persécution.
- Alexandre Alcide Morin, écrivain de textes ésotériques du XIXe siècle.
- Paul Verlaine y fait aussi plusieurs séjours en 1887 et 1890.
- Jérôme-Joseph de Momigny, musicien et compositeur belge, mourut à l'asile de Charenton, en 1842.
- Toussaint-Jean Trefcon, colonel héros des guerres de la Révolution et de l'Empire et auteur d'un précieux témoignage sur celles-ci, a fini sa vie dans cet asile de 1836 à 1854, après une dépression causée par le départ de sa femme en 1831.
- André Gill, caricaturiste, en 1885.
- Eugène Hugo, poète et écrivain, frère de Victor Hugo.